# Tunxis
Tunxis /Wuttunkshau, `the point where the river bends.'-Trumbull/ (Farmington, Juncks'es, Sepos, Sepous, Sopus, Tuncksis, Tunksis Sepus, Tunxis Sepos, Unkawas, Unxus), pleme Mattabesec Indijanaca, porodica Algonquian, sa srednjeg toka rijeke Farmington, na mjestu gdje se danas nalaze gradovi Farmington i Southington, u okrugu Hartford, Connecticut. U prvoj polovici 17. stoljeća oni su podložni poglavici Sequassenu, poglavici plemena Sicaog (Saukiog) i dolaskom Engleza prodaju im znatan dio svoga teritorija a 1636. Sequassen prodaje i zemlju na kojoj će nastati gradovi Hartford i West Hartford. Godine 1700. Tunxisi imaju još 20 wigwama u Farmingtonu, od kojih je 1761. preostalo tek 4 ili 5 obitelji. Srodno pleme Sicaog kod Hartforda živjelo je prijateljski s kolonistima negdje do 1730.
Tunxis Indijanci imali su na farmington Riveru 3 sela: Pequabuck, Tunxis i Woodtick.

## Vanjske poveznice
- Tunxis Indian Tribe History